# Plecia malabarana
Plecia malabarana är en tvåvingeart som beskrevs av Hardy 1949. Plecia malabarana ingår i släktet Plecia och familjen hårmyggor. Inga underarter finns listade i Catalogue of Life.